# Red za služenje domovini v oboroženih silah Sovjetske zveze
Red za služenje domovini v oboroženih silah Sovjetske zveze je odlikovanje Sovjetske zveze, ki je bilo ustanovljeno 28. oktobra 1974.

## Kriteriji
Red je bil podeljen pripadnikom Rdeče armade, mejnim in notranjim silam za izboljšanje pripravljenosti, politično delo, izjemne zasluge za vojsko.
Nosilci reda so bili upravičeni tudi do višje pokojnine, brezplačne zdravstvene oskrbe, brezplačnega javnega prevoza,...
1. razred je bil podeljen visokim častnikom, 2. razred višjim častnikom in političnim delavcem in 3. razred vsem činom.

## Opis

### Red za služenje domovini v oboroženih silah Sovjetske zveze 1. razreda
Red je iz srebra, pozlačen in emajliran.

### Red za služenje domovini v oboroženih silah Sovjetske zveze 2. razreda
Red je iz srebra, pozlačen in emajliran.

### Red za služenje domovini v oboroženih silah Sovjetske zveze 3. razreda
Red je iz srebra, pozlačen in emajliran.

## Nadomestne oznake
Nadomestna oznaka za vse tri razrede je trak svetlo modre barve, 1. razred ima dodan 6 mm rumeno progo, 2. razred dve 3 mm ter 3. razred tri 3 mm rumene proge.

## Nosilci
Do leta 1981 je bilo podeljenih 4 redi 1. razreda, 150 2. razreda in 50.000 3. razreda.